# Karl von Fischer (General)

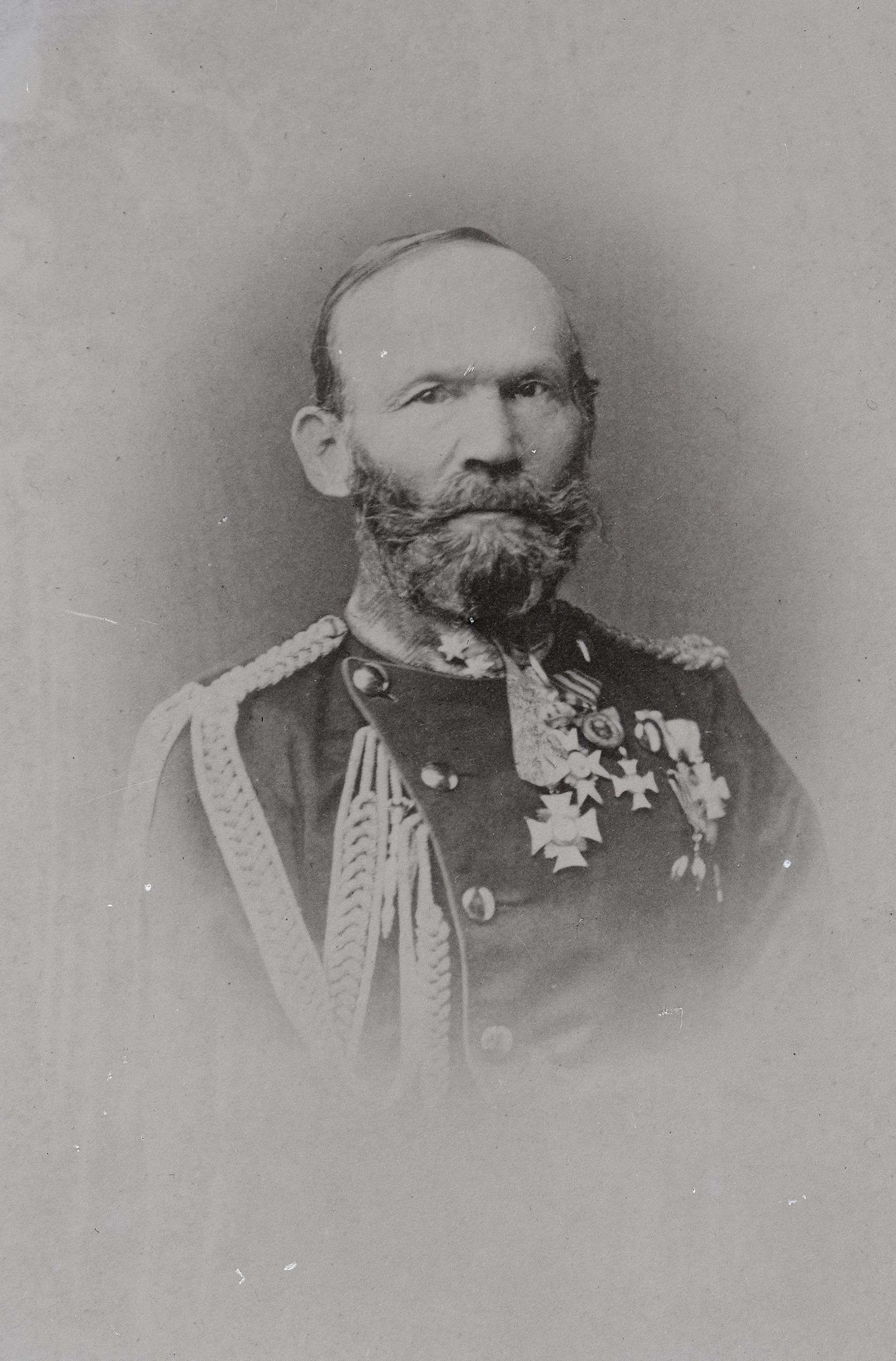
Württ. Generalleutnant Karl von Fischer (1811–1868)

Karl August Friedrich Fischer, seit 1844 von Fischer (* 15. April 1811 in Künzelsau; † 3. Oktober 1868 in Stuttgart) war ein württembergischer Generalleutnant. 

## Leben

### Herkunft
Er war der Sohn von August von Fischer und dessen Ehefrau Karoline, geborene von Meiern. Sein Vater war Stadtdirektor in Stuttgart und fürstlich Hohenlohescher Geheimrat. Der spätere württembergische General der Infanterie Reinhard von Fischer (1845–1908) war sein Neffe.

### Militärkarriere
Fischer besuchte ab März 1826 die Kriegsschule Ludwigsburg und wurde am 13. April 1830 als Unterleutnant dem 2. Infanterie-Regiment der Württembergischen Armee überwiesen. Im Oktober 1830 folgte seine Versetzung in das 1. Infanterie-Regiment, wo Fischer am 9. Februar 1835 zum Oberleutnant befördert wurde und ab 19. September 1836 als Regimentsadjutant diente. In dieser Funktion war er ab 15. April 1844 im 7. Infanterie-Regiment tätig. Daran schloss sich mit seiner Beförderung zum Hauptmann am 18. November 1844 die Versetzung in das 8. Infanterie-Regiment an. Mit diesem Datum wurde Fischer durch König Wilhelm I. in den persönlichen Adelsstand erhoben.
Am 28. Februar 1848 kam Fischer zum 6. Infanterie-Regiment, wurde am 10. April zum Generalquartiermeisterstab kommandiert und am 22. Juli 1848 hierher versetzt. Dort erhielt er am 24. Oktober 1853 den Charakter als Major sowie am 25. September 1855 das Patent zu diesem Dienstgrad. Es folgte am 21. September 1857 die Beförderung zum Oberstleutnant. Als solcher war Fischer vom 9. Mai bis zum 18. August 1859 mit der Funktion  als Chef des Generalstabes der Besatzungstruppen der Bundesfestung Ulm beauftragt.
Als Oberst kommandierte er vom 6. April 1865 bis zum 10. Juni 1866 das 3. Infanterie-Regiment. Während des Krieges gegen Preußen wurde Fischer anschließend unter Beförderung zum Generalmajor zum Kommandanten der 2. Infanterie-Brigade ernannt. Im Verbund mit dem VIII. Armee-Korps des Deutschen Bundes nahm er im Mainfeldzug an den Gefechten bei Tauberbischofsheim und Gerchsheim teil.
Nach dem Friedensschluss erhielt Fischer für seine Leistungen das Ritterkreuz des Militärverdienstordens und wurde am 13. September 1866 zum Generalleutnant befördert. Mit dieser Beförderung ging die Ernennung zum Kommandanten der Infanteriedivision sowie zum Gouverneur von Stuttgart einher. 
Karl von Fischer verstarb unverheiratet in Ausübung seines Dienstes.